# Seznam cremonských biskupů
I když prameny 16. století podávají přehled biskupů cremonských již od 4. století, jasně jsou doložitelní až na sklonku 8. století.
- Stefano I
- Sirino
- Auderio
- Corrado
- Vincenzo
- Sv. Sisinnius
- Giovanni I (zmíněn v roce 451)
- Eustasio / Eustachio (zmíněn v roce 501 asi)
- Crisogono
- Felice
- Creato
- Sisto
- Desiderio I
- Anselmo
- Eusebio
- Bernardo
- Desiderio II (před 679 - po 680)
- Zeno, O.S.B.
- Silvino
- Stefano II (před 774 - po800)
- Attone (zmíněn před 810)
- Wolfoldo / Wolfredo (zmíněn r. 817)
- Simperto degli Addobati (zmíněn r. 827)
- Pancoardo (před 841 - okolo 850)
- Benedetto (okolo 850 - okolo 880)
- Landone (před 883 - po 910)
- Giovanni II (před 915 - po 924)
- Darimberto (o Dagiberto) (před 931 - po 960)
- Liutprando (okolo 962 - okolo 970/972)
- Olderico (okolo 973 - 1004)
- Landolfo (1004 - 1030/1031)
- Ubaldo (1030/1031 - circa 1067)
- Arnolfo da Velate (okolo 1068 – po  1079)
- Oberto (před 1087 - okolo 1096)
- Gualtiero (před 1096 - ?)
- Ugo da Noceto (1117 - 1117)
- Oberto da Dovara (1117 - 1162)
- Presbitero da Medolago (před 1163 - 1167)
- Sant'Emanuele, O.Cist. ( 1167 - 1168)
- Offredo degli Offredi (před 1168 - 1185)
- Sicardo da Cremona (1185 - 1215)
- Omobono de Madalberti (okolo 1215 - 1248)
  - Giovanni Buono de Giroldi (1248 - 1250) (zvolený biskup)
- Bernerio Sommi (1249 - 1260)
- Cacciaconte da Somma (1260 - 1288)
- Ponzio Ponzoni (1288 - 1290)
- Emanuele Sescalco (okolo 1290 - okolo 1296)
- Rainerio Porrina di Casole ( 1296 - 1312)
- Egidiolo Bonseri (1313 - 1317)
- Egidio Madalberti ( 1318 - 1325)
- Ugolino di San Marco, O.P. (1327 - 1349)
  - Dondino (1329 - 1331) (vzdorobiskup)
- Ugolino Ardengheri (1349 - 1361 ?)
- Pietro Capello, O.P. (1361 - 1383)
- Marco Porri (1383 - 1386)
- Giorgio Torti ( 1386 - 1389)
- Tommaso Visconti, O.E.S.A. (1390 - 1390)
- Francesco Lante, O.F.M. (1390 - 1401)
- Pietro Grassi (1401 - 1402)
- Francesco Lante, O.F.M. (1402 - 1405) (podruhé)
- Bartolomeo Capra (1405 - 1411)
- Costanzo Fondulo ( 1412 - 1423)
- Venturino de Marni, O.S.B. ( 1423 - 1457)
- Bernardo Rossi ( 1458 - 1466)
- Giovanni Stefano Bottigella (1466 - 1475)
- Giacomo Antonio della Torre (1476 - 1486)
  - Ascanio Maria Sforza (1486 - 1505) (apoštolský administrátor)
  - Galeotto Franciotti della Rovere ( 1505 - 1507) (apoštolský administrátor)
- Gerolamo Trevisan, O.Cist. (1507 - 1523)
- Benedetto Accolti (1523 - 1549)
- Francesco Sfondrati ( 1549 - 1550)
  - Federico Cesi (1551 - 1560) (apoštolský administrátor)
- Niccolò Sfondrati (1560 - 1590)
- Cesare Speciano (1591 - 1607)
- Paolo Emilio Sfondrati (1607 - 1610)
- Giovanni Battista Brivio (1610 - 1621)
- Pietro Campori (1621 – 1643)
- Francesco Visconti (1643 - 1670)
- Pietro Isimbardi, O.Carm. (1670 - 1675)
- Agostino Isimbardi, O.S.B. (1676 - 1681)
- Lodovico Settala ( 1682 - 1697)
- Alessandro Croce (1697 - 1704)
- Carlo Ottaviano Guasco (1704 - 1717)
- Alessandro Maria Litta (1718 - 1749)
- Ignazio Maria Fraganeschi (1749 - 1790)
- Omobono Offredi ( 1791 - 1829)
- Carlo Emanuele Sardagna de Hohenstein (1831 - 1837)
- Bartolomeo Casati (1839 - 1844)
- Carlo Bartolomeo Romilli (1846 - 1847)
  - Sede vacante (1847-1850)
- Antonio Novasconi (1850 - 1867)
  - Sede vacante (1867-1871)
- Geremia Bonomelli (1871 - 1914)
- Giovanni Cazzani (1915 - 1952)
- Danio Bolognini (1952 - 1972)
- Giuseppe Amari (1973 - 1978)
- Fiorino Tagliaferri (1978 - 1983)
- Enrico Assi (1983 - 1992)
- Giulio Nicolini (1993 - 2001)
- Dante Lafranconi (2001 - 2015)
- Antonio Napolioni, od 16. listopadu 2015